# Eleição primária do Partido Republicano de Ohio em 2012
A eleição primária do Partido Republicano de Ohio em 2012 será realizada em 6 de março de 2012. Ohio terá 66 delegados na Convenção Nacional Republicana.

## Resultados
| Eleição primária do Partido Republicano de Ohio em 2012 | Eleição primária do Partido Republicano de Ohio em 2012 | Eleição primária do Partido Republicano de Ohio em 2012 | Eleição primária do Partido Republicano de Ohio em 2012 |
| Candidato                                               | Votos                                                   | Percentagem                                             | Estimativa de delegados nacionais                       |
| ------------------------------------------------------- | ------------------------------------------------------- | ------------------------------------------------------- | ------------------------------------------------------- |
| Mitt Romney                                             | 460.831                                                 | 38,0%                                                   | 40                                                      |
| Rick Santorum                                           | 448.580                                                 | 37,0%                                                   | 21                                                      |
| Newt Gingrich                                           | 177.183                                                 | 14,6%                                                   | 0                                                       |
| Ron Paul                                                | 113.256                                                 | 9,3%                                                    | 0                                                       |
| Rick Perry                                              | 7.539                                                   | 0,6%                                                    | 0                                                       |
| Jon Huntsman, Jr.                                       | 6.490                                                   | 0,5%                                                    | 0                                                       |
| Unprojected delegates                                   | Unprojected delegates                                   | Unprojected delegates                                   | 7                                                       |
| Totals                                                  | 1.213.879                                               | 100,0%                                                  | 66                                                      |

| Obs: | Desistiu da disputa |